# Seal
Seal Henry Olusegun Kwassi Olumide Adelo Samuel (født 19. februar 1963 i Paddington, London) er en engelsk soul-sanger og sangskriver med nigerianske og brasilianske rødder. Som kunstner går han kun under sit fornavn, Seal. Han har vundet adskillige musikpriser igennem karrieren, herunder tre Brit Awards, fire Grammy Awards og én MTV Video Music Award. Seal er bedst kendt for hitsinglen, "Kiss from a Rose", som medvirkede på soundtracket til Batman Forever i 1995. Han har solgt over 20 millioner albummer på verdensplan.
Seal fik konstateret hudsygdommen Diskoid lupus erythematosus som 23 årig. Sygdommen har givet sangeren hans karakteristiske ar på kinderne.

## Karriere
Seal fik sit gennembrudshit sammen med Adamski, da de udgav singlen Killer, hvilket lå på først pladsen på den engelske hitliste i år 1990. Derefter fik han en kontrakt på Sire Records, hvor han udgav sit debutalbum. Herefter han han haft hit som Crazy, Prayer for the Dying og Kiss from a Rose fra 1995, som var titelsangen til filmen Batman Forever. Singlen har hittet toppet på 18. pladsen på den danske hitliste, og tredjepladsen på iTunes, efter Martin sang sangen i X-Factor, 2008, 13 år efter udgivelsen. I år 1996 lavede han et cover af Steve Miller Brands Fly Like an Eagle, som kom på soundtracket til filmen Space Jam.
Seal har udgivet tre selvopkaldte album år 1991, 1994 og 2003. Herudover har han også udgivet albummet Human Being fra 1998 og opsamlings albummet Best 1991-2004 fra 2004. I 2005 udgav han livealbummet Live In Paris.

## Personlige liv
Seals forældre var Adebisi Samuel, en nigeriansk indvandrer, og Francis Samuel, en brasiliansk indvandrer. Seal er kendt for sit ar på den ene kind, som han fik som barn på grund af hudsygdommen Lupus. Efter skolen studerede Seal arkitektur og ingeniørvidenskab.
Den 4. januar 2004 forlovede han sig med den tyske supermodel, Heidi Klum. De giftede sig senere og sammen har de to børn; Henry (født 2005), og Johan (født 2006). De er nu blevet skilt.[kilde mangler]

## Diskografi
- Seal (1991)
- Seal II (1994)
- Human Being (1998)
- Seal IV (2003)
- System (2007)
- Soul (2008)
- Commitment (2010)
- Soul 2 (2011)
- 7 (2015)